# Gilonne Guigonnatová
Gilonne Guigonnatová (* 26. listopadu 1998 Ambilly) je francouzská biatlonistka.
Biatlonu se věnuje od roku 2012. Ve světovém poháru debutovala v březnu 2023 v Oslu, kde ve sprintu dojela na 59. místě.
Ve své dosavadní kariéře nezvítězila ve světovém poháru v žádném individuálním ani kolektivním závodě. Jejím doposud nejlepším umístěním je třetí místo ze závodu s hromadným startem v březnu 2024 v kanadském Canmore.
Její starší bratr Antonin je také biatlonista.

## Výsledky

### Olympijské hry a mistrovství světa
| Sezóna  | Akce | Místo                | SP | SZ | HZ | IZ  | ŠT | SŠT | SZD | Věk    |
| ------- | ---- | -------------------- | -- | -- | -- | --- | -- | --- | --- | ------ |
| 2023/24 | MS   | Nové Město na Moravě | –  | –  | –  | 32. | –  | –   | –   | 25 let |

Poznámka: Výsledky z mistrovství světa ani z olympijských her se do celkového hodnocení světového poháru nezapočítávají.

### Mistrovství Evropy
| Sezóna  | Akce | Místo       | SP  | SZ  | IZ  | SŠT | SZD | Věk    |
| ------- | ---- | ----------- | --- | --- | --- | --- | --- | ------ |
| 2019/20 | ME   | Raubiči     | 30. | 27. | –   | –   | –   | 21 let |
| 2020/21 | ME   | Dušníky     | 59. | 35. | 32. | –   | –   | 22 let |
| 2021/22 | ME   | Velký Javor | 26. | 41. | 19. | –   | –   | 23 let |
| 2022/23 | ME   | Lenzerheide | 6.  | 3.  | 52. | 7.  | –   | 24 let |